# Großer Lafatscher
De Große Lafatscher is een 2696 meter hoge bergtop in de Gleirsch-Halltal-keten in het Karwendelgebergte in de Oostenrijkse deelstaat Tirol.
Na vier bergtoppen met een hoogte boven de 2700 meter is de Große Lafatscher de hoogste berg van de Karwendel. De top van de berg is vanuit het Halltal in ongeveer vier uur te bereiken.